# 673. pehotni polk (Wehrmacht)
Za druge 673. polke glejte 673. polk.
673. pehotni polk (izvirno nemško Infanterie-Regiment 673) je bil eden izmed pehotnih polkov v sestavi redne nemške kopenske vojske med drugo svetovno vojno.

## Zgodovina
Polk je bil ustanovljen 6. marca 1942 kot polk 19. vala na področju Angoulêmeja preko AOK 7 iz osebja 335. pehotne divizije ter dodeljen 376. pehotni diviziji.
15. oktobra 1942 je bil polk preimenovan v 673. grenadirski polk.